# كريستوفر ماكدوغال
كريستوفر ماكدوغال (بالإنجليزية: Christopher McDougall)‏ هو كاتب وصحفي أمريكي، ولد في 24 يناير 1962.